# Филип Домановић
Филип Домановић (1868–1938) из Лисица био је један од познатијих драгачевских каменорезаца. Као врстан клесар био је веома цењен у народу.
У периоду од 1880. до 1930-их израдио је неколико стотина споменика по селима Доњег Драгачева и побрежјима ка Пожеги, Краљеву и Западној Морави.

## Живот
У младости био је сиромах - отац му је прокоцкао сво имање, а мајка била приморана да служи. Као незбринут, пришао је каменоресцу Љубисаву Кукићу, где је добро овладао длетом. Касније је добро зарађивао и био узоран домаћин.
У Првом светском рату учествовао је као трећепозивац. Био је заробљен и интерниран у Мађарску. У рату је изгубио три сина.
Био је цењен мајстор и имао своје ученике. Осим Богосава Николића, клесарењу је обучио синове Петра и Боривоја. Петар је као подофицир умро 1915. године у Призрену, док је сином Боривојем израдио је групу споменика-крајпуташа у селу Самаила.

## Дело
Филип Домановић унео је новине у обраду споменика, које су касније широко прихваћене у каменорезу читаве западне Србије.

### Типологија споменика
Споменике је израђивао од пуховског пешчара, облика стуба покривеног „капом” или вертикалних плоча надвишених крстом, уграђених у масивно постоље. Почетком 20. века унео је архитектонске новине у обликовање предње стране споменика - тордиране стубиће и лучно надсвође изнад епитафа.

### Орнаментика и религиозни симболи
Орнаментику Филипа Домановића одликује композиционе склад и врхунска израда. Веома је вешто резао голубе, винове лозе и гроздове, цвеће и биљне украсе. Ту су и религиозни предмети: чирак и свећа, комбиновани са анђелима, Распећима и крстовима.

### Полихромија
„Прскајућом” техником шарао је бокове споменика, чиме је постизао већу декоративност.

### Фигуралне представе
Радио је и људске фигуре, плитко уклесане и спуштених рамена. Његови војници препознатљиви су по дубоко разведеној шајкачи на округлој глави. Окићени су реденицима и медаљама, а пушке су им увек у ставу „к нози”. Лица су достојанствена и углађена, са брчићима и кратким зулуфима.
Урадио је десетак женских ликова, међу којима се истичу надгробници Рајки Алемпијевић (†1918) у селу Лучани и невести Гвозденији Продановић (†1908) у Папратишту.

### Прикази предмета и алата
Занатлијама је на споменике урезивао алат, а домаћинима штапове, дуванкесе и табакере, чутуре и сл. Ученицима је приказивао ђачке торбе, књиге, мастионице и пера итд. На раскриљеним књигама је уписано:
Родимо се да мремо, а мремо да вечно живимо
Нико вечан нема, само један Бог.

### Рукопис
Епитафе је исписивао првокласним словима. Нарочиту пажњу поклањао је именима покојника, које је посебно декоративно урезивао.

### Потпис
Потписивао се са: „писао Филип Домановић из Лисица, среза драгачевског, округа чачанског”. Најстарији му је потпис из 1890. а најмлађи из 1918. године.

## Епитафи
У камен је урезивао опширније биографије упокојених. Понекад је уносио и поетске исказе:
Поживи на овом свету
као роса на мирисном цвету.
Пролазнике је дозивао молећивим позивом:
О љубезни мили србски роде,
умољено стани мало овде!
Труда свога немој пожалити,
тужни споменик овај прочитати,
те ти види ко овде почива,
кога ова ладна плоча скрива!
Споменик сиромаху Гаврилу Гавриловићу (†1892) (Гуча, гробље изнад школе)
Овде почива раб Божи
ГАВРИЛО ГАВРИЛОВИЋ
највећи сиромах села Гуче
кои поживи часно и поштено 43. г.
а погибе несрећним случајем
као радник паде са торња цркве гучке
и на место погибе 12 јуна 1892 год.
То што је Гаврило бијо врло поштен
коиби пре умро од глади
а не би туђе узео
Овај споменик подигоше му
више грађана из места
и са стране својим добровољним прилозима
а са трудом Филипа С. Мијатовића
свештеника гучког.
Ово нека служи за углед осталим сиромасима
те нека се и они на Гаврилово поштење угледају
те даби и они кад их господ Бог на истину позове
заслужили да им се овакав видљив знак подигне
Писа Филип Домановић из села Лисица

## Списак споменика
- Споменик Ђурђији Дивљак (†1891) (Марковица)
- Споменик сиромаху Гаврилу Гавриловићу (†1892) (Гуча, гробље изнад школе)
- Споменик Милану Милекићу (†1893) (Доња Краварица, Милекића гробље)
- Споменик Милисаву Станковићу (†1894) (Самаила)
- Споменик Алексију Миковићу (†1894) (Самаила)
- Споменик Милану Дивљаку (†189?) (Марковица)
- Споменик Радоју Станчићу (†1900) (Крстац)
- Споменик Живојину Протићу (†1901) (Негришори)
- Споменик Гвозденији Продановић (†1908) (Папратиште)
- Споменик Јоксиму Чворовићу (†1909) (Доња Краварица, Старчевића гробље)
- Споменик Сими Маринковићу (†1909) (Дљин)
- Споменик Сими Маринковићу (†1909) (Дљин)
- Кенотаф Милутину Ерчевићу (†1916) (Адрани)
- Споменик Рајки Алемпијевић (†1918) (Лучани (село))
- Споменик Јоксиму Јоксимовићу (†19??) (Горобиље)[1][3][4]